# おにいちゃんCD
『おにいちゃんCD』とは、NRプロのCffonレーベルから2006年7月25日に発売されたサンプリングCDで、妄想ボイスCD第1作である。12人の出演者による1200通りの「おにいちゃん」という台詞のみが収録されている。インディーズCDという扱いであるが、2008年1月現在で1万5000枚以上が販売されるヒット作となった。

## 概要
本作には12人の女性声優による各100通り、すなわち1200種類の「おにいちゃん」という台詞のみが収録されている。台詞にはシチュエーションが設定されており、「すごく照れながら」「おねだりするように」といったものから、「腕相撲をしながら」「人食い人種に遭遇」といった風変わりなものまである。
本作はインディーズCDであり、発売当初は700枚の出荷であった。しかし売れ行きはメーカーの予想以上で、発売後1週間で1000枚が販売され、2008年1月現在で1万5000枚以上という、インディーズとしては異例の売り上げとなった。2008年2月14日には直接の続編となる『おにいちゃんCD Advance』が発売された。
2009年6月30日放送の『森田一義アワー 笑っていいとも!』の企画で桜川ひめこが出演したことにより本CDが番組内で取り上げられた。

## 出演者
第一弾
1. 白雪みるく
2. 葉月蜜柑
3. 若月Riko
4. 桜川ひめこ
5. タモ(・ω・)ノ
6. 横尾恵
7. ありす
8. 来未ひろ
9. 清水花梨
10. 白珠イチゴ
11. 渡邊梢
12. きこうでんみさ

おにいちゃんCD Advance
1. 國府田マリ子
2. 大網亜矢乃
3. 桜川ひめこ
4. 水野愛日
5. 河原木志穂
6. 遠藤綾
7. 金月真美